# 柏安铎
柏安铎（葡萄牙語：Eduardo de Sales Bartolomeo, 1964年—）是一位巴西企业家，淡水河谷首席执行官。中文名叫柏安铎。

## 生平
1964年出生于巴西里约热内卢，获得弗鲁米嫩塞联邦大学工程系学士学位和麻省理工学院工商管理硕士学位，1994年加入百威英博巴西分支公司，后升任首席运营官。2004年加入淡水河谷担任物流运营总监，2019年4月升任首席执行官。